# Антоан
 Тази статия е за града в Белгия.  За херцога вижте Антоан (Брабант).  
Антоан (на френски: Antoing) е град в Югозападна Белгия, окръг Турне на провинция Ено. Населението му е 7760 души (по оценка към 1 януари 2018 г.).